# Ceropegia praetermissa
Ceropegia praetermissa là một loài thực vật có hoa trong họ La bố ma. Loài này được J.Raynal & A.Raynal mô tả khoa học đầu tiên năm 1967.